# Kittel-Kessel

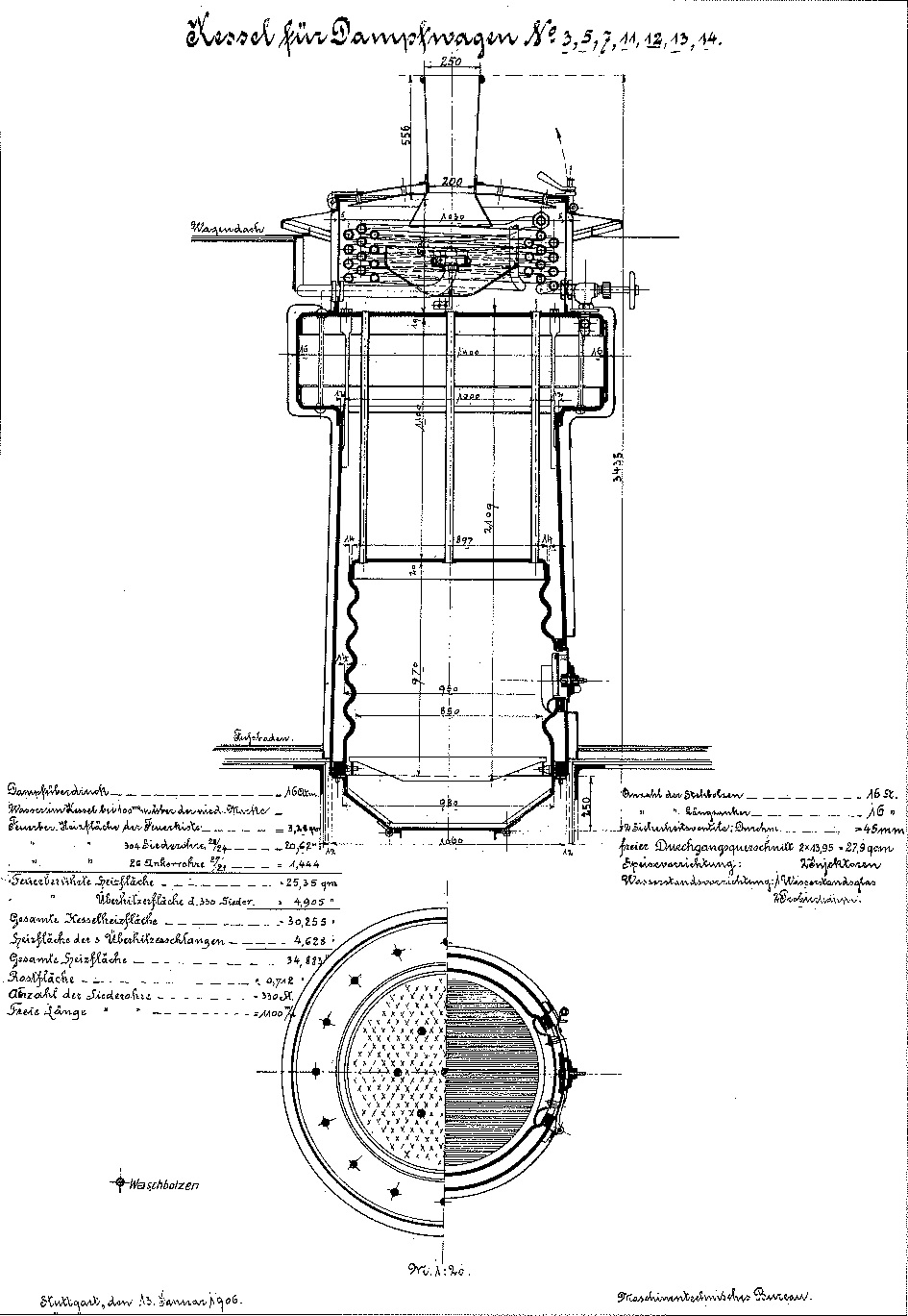
Prinzipskizze des Kittel-Kessels

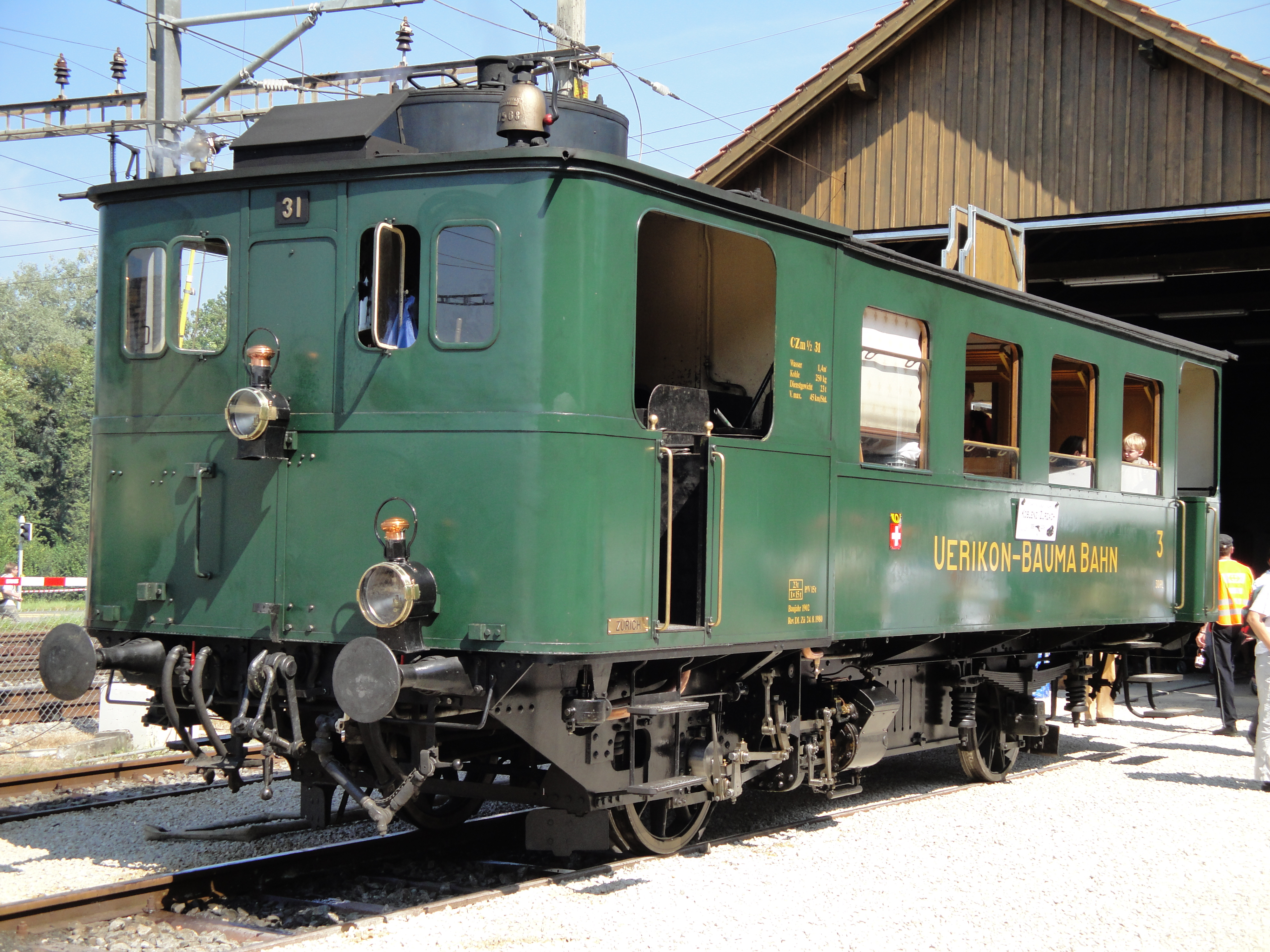
Der betriebsfähige Dampftriebwagen mit Kittel-Kessel CZm 1/2 31 der UeBB in Koblenz, 2009

Ein Kittel-Kessel war eine Bauform des Dampfkessels zur Dampferzeugung für den Betrieb von Kittel-Dampftriebwagen und anderer dampfgetriebener Fahrzeuge. Seinen Namen erhielt er von Eugen Kittel, dem obersten Maschinenmeister der Königlich Württembergischen Staats-Eisenbahnen. Im Gegensatz zu herkömmlichen Dampflokomotivkesseln fällt bei ihm die stehende Anordnung im Wagen auf. Er war ein Heizröhrenkessel mit Wellrohrfeuerbüchse.

## Aufbau
Der Kittel-Kessel entstand zu der Zeit, als Dampftriebwagen als Transportmittel auf Nebenbahnen in Deutschland in kleiner Stückzahl aufkamen. Der Kessel war speziell für den Einsatz bei den Königlich Württembergischen Staats-Eisenbahnen mit ihrem viel Kesselstein absetzenden Speisewasser konstruiert.
Andere Kesselkonstruktionen, wie der Serpollet-Kessel oder der Komarek-Kessel waren mit zahlreichen Dichtungen oder Verschlüssen versehen und für diese Aufgabe eher weniger durch ihre Neigung zur Kalkablagerung geeignet. Der Kittel-Kessel war im Unterschied zu später entstandenen Kesseln von Dampftriebwagen relativ leicht zu bedienen und instand zu halten.
Der Kessel besteht aus einem geschweißten Unterschuss mit hierin eingebauter Wellrohrfeuerbüchse. Mit ihm über einen doppelt gebördelten Flachring verbunden ist ein vom Durchmesser her wesentlich größerer Oberschuss. Dieser ist an der Oberseite mit der schwach gewölbten Rohrwand vernietet. Der Oberschuss ist zur Erzielung einer großen Verdampfungsoberfläche im Durchmesser vergrößert worden, bis zu seiner halben Höhe steht das Kesselspeisewasser. Der Unterschuss ist zur Erzielung einer möglichst großen Rostfläche nach unten hin erweitert worden. Er ist auf seiner gesamten Höhe von den Heizrohren beinahe völlig ausgefüllt. Diese Anordnung bewirkt, dass bei wechselndem Betrieb und unregelmäßiger Kesselwasserspeisung dieses nur geringe Schwankungen erleidet. Dadurch hielten sich die Kontrollen des Wasserstandes im Kessel in vertretbaren Grenzen. Der Unterschied der Durchmesser zwischen Unter- und Oberschuss bewirkt, dass der Wasserraum mit 750 l eher gering, der Dampfraum jedoch verhältnismäßig groß ist.
Das Heizrohrbündel besteht aus 324 glatten Rohren mit einem Durchmesser von 28/44 mm aus Flussstahl. Außerdem sind noch sechs am Umfang gleichmäßig verteilte Rohre mit Durchmesser 40/45 mm vorhanden, durch sie werden dem Überhitzer unmittelbar heiße Gase zugeführt. Oberhalb vom Oberschuss ist die Rauchkammer aufgesetzt, in ihr ist außerdem der dreifach gewundene Überhitzer aufgestellt, diese ist ohne Dichtungen aus einem Stück hergestellt. Die Zuführung der Heizgase vom mittleren Teil der Heizrohre erfolgt über ein kegelförmiges Prallblech. Die dreifach gewundene Überhitzerschlange ist in der Rauchkammer federnd gelagert. Dadurch wird sichergestellt, dass es zu keinem wesentlichen Verstopfen der Rohre durch Flugasche und Lösche kommen kann. Der Dampf wird durch die mehrmalige Umleitung im Überhitzer gründlich gemischt und gleichmäßig überhitzt. Die Rauchkammertür ist auf dem Dach kippbar gestaltet. Nach dem Öffnen des Daches und Abnahme des Prallbleches können die Überhitzerschlange und die Heizrohre nach oben entfernt werden.
Am Kessel befindet sich ein Hauptentnahme- und Absperrventil, an diesem ist die Überhitzerschlange und danach das Einströmrohr angeschlossen. Dieses führt zu einem unter dem Fußboden gelegenen Flachschieber. Zur Speisung des Kessels werden zwei Dampfstrahlpumpen von Friedmann verwendet. Die Speiseventile sind am gebördelten Rand des Oberschusses untergebracht. Dort kann die Entfernung der im Speisewasser enthaltenen festen Bestandteile am leichtesten vorgenommen werden. Zu diesem Zweck sind an dieser Stelle zwei große Putzluken vorhanden. Acht Waschluken und 17 Waschbolzen bieten die Möglichkeit der gründlichen Reinigung. Für die gewöhnlichen Armaturen der Kesselausrüstung bietet der Oberschuss genug Platz zur Unterbringung. Der gesamte Kessel ist mit acht Schrauben am Rahmen des Fahrzeuges befestigt und kann nach Herausnahme eines Seitenteiles der Führerhauswand herausgehoben werden. Das Leergewicht des Kessels beträgt 3.526 kg, die Überhitzerrohre nehmen davon nur 109 kg ein.
Ein mit Kittel-Kessel ausgerüsteter Triebwagen ist bis heute erhalten geblieben: der UeBB CZm 1/2, der heute von SBB Historic betrieben wird. Im Deutschen Technikmuseum Berlin ist die Kleinlok KL2 mit Kittel-Kessel ausgestellt.

## Technische Daten des Kessels
| Technische Größe                                    | Einheit | Wert   |
| --------------------------------------------------- | ------- | ------ |
| Leistung des Kessels                                | PS      | 80     |
| Feuerberührte Heizfläche der Feuerbüchse            | m2      | 3,155  |
| Feuerberührte Heizfläche der Heizrohre              | m2      | 22,345 |
| Gesamte feuerberührte Heizfläche des Kessels        | m2      | 25,5   |
| Feuerberührte Trockenerheizfläche der 330 Heizrohre | m2      | 4,967  |
| Gesamtheizfläche des Kessels ohne Überhitzer        | m2      | 30,467 |
| Heizfläche des Überhitzers                          | m2      | 4,628  |
| Gesamtheizfläche des Kessels mit Überhitzer         | m2      | 35,095 |
| Rostfläche                                          | m2      | 0,712  |
| Masse des leeren Kessels mit allem Zubehör          | kg      | 3.526  |
| Wasserinhalt                                        | kg      | 780    |
| Masse des betriebsbereiten Kessels                  | kg      | 4.806  |
| Verhältnis Heizfläche/Rostfläche                    |         | 49,3   |